# Thiền bệnh
Thiền bệnh (zh. 禪病, ja. zenbyō, zembyō), có hai nghĩa chánh:
1. Chỉ những cảnh giới kinh dị, Ma cảnh xuất hiện trong lúc hành giả Toạ thiền;
2. Sự bám chặt vào kinh nghiệm Kiến tánh cũng như tâm thức chấp Không, để tâm trạng rơi vào hư vô. Một dạng nặng của thiền bệnh chính là sự phô trương quá đáng kinh nghiệm đạt được trên con đường tu tập và cho đó là một cái gì "đặc biệt." Người mang những dấu hiệu của sự ngộ nhập (Ngộ tích) cũng được gọi là "mắc thiền bệnh."